# Pristimantis quantus
Espèce
Synonymes
- Eleutherodactylus quantus Lynch, 1998

Statut de conservation UICN

 EN  : En danger
Pristimantis quantus est une espèce d'amphibiens de la famille des Craugastoridae.

## Répartition
Cette espèce est endémique de la cordillère Occidentale en Colombie. Elle se rencontre dans les départements de Chocó et de Valle del Cauca entre 2 100 et 2 250 m d'altitude dans la Serranía de los Paraguas.

## Description
Les mâles mesurent de 11,6 à 14,5 mm et les femelles de 14,4 à 16,7 mm.

## Publication originale
- Lynch, 1998 : New species of Eleutherodactylus from the Cordillera Occidental of western Colombia with a synopsis of the distributions of species in western Colombia. Revista de la Academia Colombiana de Ciencias Exactas Fisicas y Naturales, vol. 22, no 82, p. 117-148 (texte intégral).